# Luigi Foti
Luigi Foti detto Gino (Siracusa, 5 dicembre 1934 – Siracusa, 19 agosto 2021) è stato un politico italiano.

## Biografia
È stato insieme a Benedetto Brancati, Pippo Gianni, Giuseppe Lo Curzio, Benedetto Vincenzo Nicotra, Santi Nicita uno dei massimi esponenti della Democrazia Cristiana a Siracusa nonché sindaco della città aretusea dal 23 marzo 1972 al 28 dicembre 1973.
Eletto alla Camera dei deputati nella VIII, IX, X e XI Legislatura (rimase quindi in carica dal 1979 al 1994), è stato anche sottosegretario nel Governo Goria e nei Governi Andreotti VI e Andreotti VII.
Negli anni settanta, quando ricopriva la carica di Sindaco di Siracusa, intrattenne rapporti con l'imprenditore Flavio Carboni per la costruzione di un porto turistico e la riqualificazione dell'Isola di Ortigia.
Nelle stagioni 1976-1977 e dal 1982 al 1984 ha ricoperto la carica di presidente del Siracusa Calcio, ma negli anni a seguire è stato sempre vicino ai colori azzurri ricoprendo ruoli dirigenziali.

## Procedimenti penali
- Nel 2000 viene condannato per voto di scambio, i fatti riguardano le elezioni politiche del 1992. Da tali vicende è tuttavia poi risultato prosciolto nei successivi gradi di giudizio[5].
- Nel 2012, Foti è stato oggetto di un'indagine che si è di nuovo risolta in suo favore. Dopo esser stato condotto agli arresti domiciliari in via cautelare da parte della Procura di Siracusa con l'accusa di tentata estorsione della Società Sai8[4] (che aveva sporto denuncia) è stato rimesso in libertà dal tribunale del riesame che ha dichiarato l'insussistenza di atti illeciti. In particolare il 28 febbraio 2012 il tribunale del riesame di Catania, visti gli atti, ha pienamente accolto le tesi dei difensori, annullando il provvedimento di arresto e dichiarando del tutto infondate le tesi del tribunale di Siracusa[5]. Peraltro, il tribunale del riesame ha affermato che le contestazioni giuridiche circa la legittimità della Sai8, mosse pubblicamente dal Foti e da altri esponenti quali il presidente della provincia Nicola Bono, erano pienamente fondate. Negli stessi giorni il tribunale di Siracusa ha ricevuto le ispezioni del Ministero della Giustizia in relazione a una serie di interrogazioni parlamentari, per presunti rapporti affaristici tra taluni pubblici ministeri da un lato e gli avvocati e funzionari proprio di Sai8 (dai quali ebbe origine la denuncia al Foti), dall'altro. I giornali Magma e la Civetta di Minerva[6] hanno pubblicato le numerose relazioni di affari, dirette e indirette, tra pubblici ministeri e alcuni avvocati di Siracusa, peraltro legali rappresentanti i Sai8.